# 하이컨시
㈜하이컨시(상표: 시대인재)는 대한민국의 입시학원이다.
2014년 서울특별시 강남구 대치동에 시대인재학원으로 대학 입시 단과학원을 설립했다.
2017~2020년 영업이익 평균은 60억원에 근접하였다. 2020년 매출은 1073억원을 기록하였으나, 467억원이 강사료로, 142억원이 건물 임대료로, 모의고사 제작 용역비로 87억원이 지급되는 영업비용이다.
2016년 11월 11일 ㈜하이컨시 상호로 법인 등록하였다.
‘대치동 신흥 강자’로 불리며 2022년 매출액은 2747억8000만원으로 1년 전보다 45% 증가했고, 영업이익은 269억9000만원으로 73.6% 늘었다. 영업이익률(매출액 대비 영업이익)은 9.8%로 전년 대비 1.6%포인트 상승했다. 2020년과 견주면 매출액은 2년 사이 1.6배, 영업이익은 무려 11.5배로 증가했다.

## 역사
2014년 서울특별시 강남구 대치동 일대에 대입 단과학원으로 문을 열었고, 수능 영역별 ‘서바이벌 모의고사’ 시리즈가 히트를 치며 인기를 끌었다.
2017년 재수종합학원을 개원하였다. 명문대 합격자를 대거 배출해 짧은 기간에 유명세를 탔다.
2020년 10월 수능 사회탐구 전문 에스원(S1)학원을 운영하는 에스원교육을 합병했다. 2021년 1월에는 중․고등부 입시학원 ‘대찬학원’ 운영하는 ㈜대찬을 42억원에 사들인 뒤 흡수합병했으며, 3월에는 고등부 입시학원 ‘새움학원’의 새움교육미디어도 흡수했다.
수능 국어 모의고사 및 문제집을 개발하는 이매진씨앤이(C&E)와 공무원시험 업체 이매진피앤엠(P&M)에는 30억원을 출자했다. 영재고 입시 및 KMO(한국수학올림피아드) 대비 수학 강의를 주로 하는 ‘시매쓰새움FIT영재센터학원’을 운영하는 ㈜이유고연에도 수억원을 댔다.
2016년 11월 서울특별시 강남구 대치동의 은마아파트 사거리 바로 옆 동선빌딩에 ‘㈜하이컨시’를 설립해 법인전환하였다.